# Elberfeld
Elberfeld est un district urbain de Wuppertal et correspond au centre historique de la vieille ville d'Elberfeld qui constitue aujourd'hui le plus grand quartier de Wuppertal. S’y adjoignent les districts d'Elberfeld-Ouest et d'Uellendahl-Katernberg (de).

## Histoire
| Appartenances historiques Comté de Berg 1176-1380 Duché de Berg 1380-1806 Grand-duché de Berg 1806-1813 Royaume de Prusse (province de Juliers-Clèves-Berg) 1815-1822 Royaume de Prusse (province de Rhénanie) 1822-1918 République de Weimar 1918-1933 Reich allemand 1933-1945 Allemagne occupée 1945-1949 Allemagne 1949-présent |

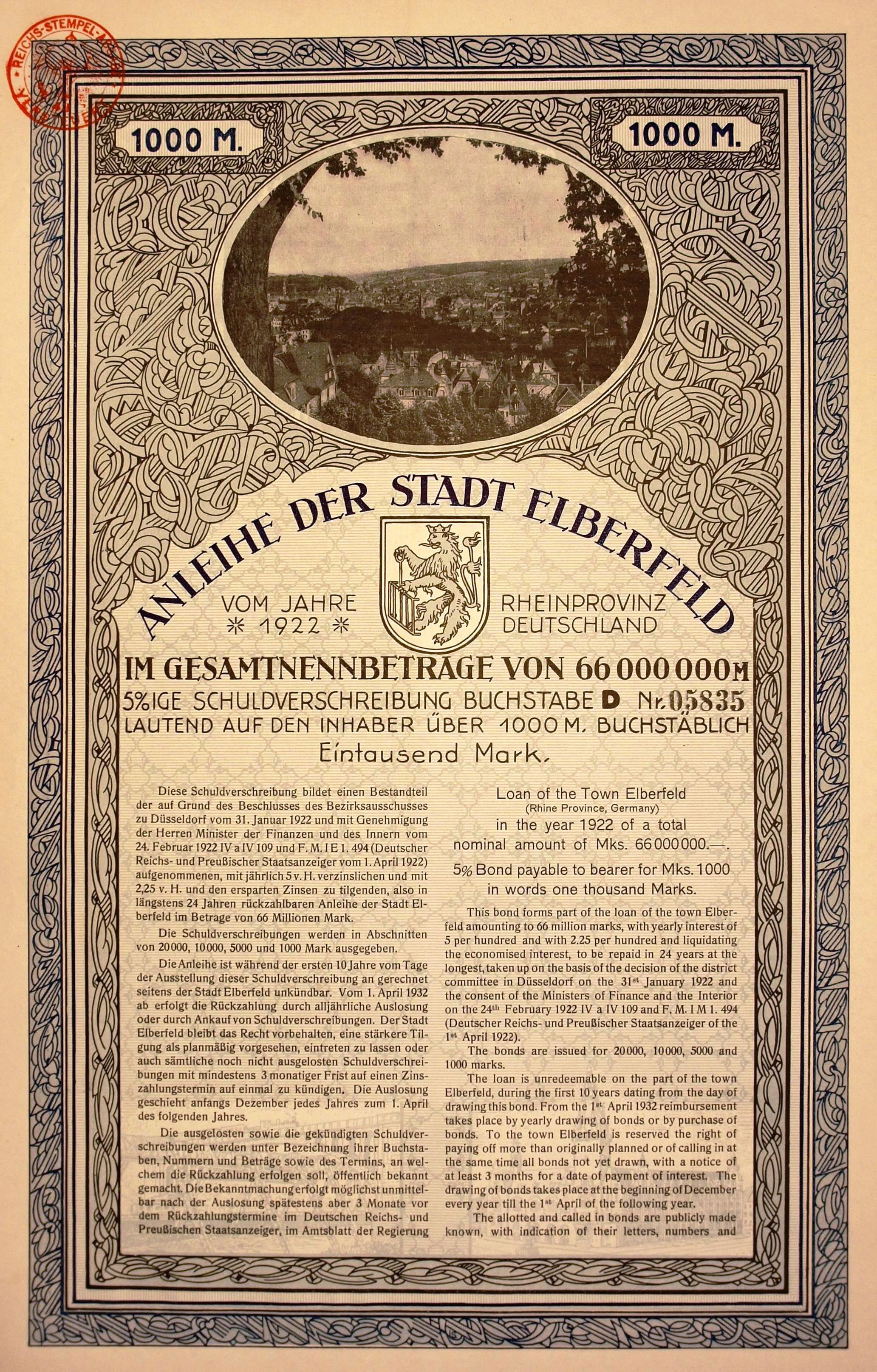
Obligation de l'ancienne ville d'Elberfeld en date du 1er mars 1922.

C’est en 1161 qu’on rencontre pour la première fois le nom d’Elberfeld et en 1176 celui du château. Cette ville, constituée d’un château et peut-être d’un village plus ancien, reçoit en 1610 le droit urbain.
En 1848, pendant la révolution de Mars, elle est le foyer de l'insurrection d'Elberfeld à laquelle prend part le révolutionnaire Friedrich Engels, venu de Cologne.
En 1888, la commune de Sonnborn est incorporée au chef-lieu de l’arrondissement d’Elberfeld.
De 1861 jusqu'à 1929, Elberfeld est une ville-arrondissement. En 1866, l’industriel Adolf von Baeyer y implante ses usines de colorants à base d'aniline, « Friedr. Bayer & Co. » ; la société y demeure jusqu'à son déménagement pour Leverkusen, en 1890.
La loi de réorganisation communale de la région industrielle de Rhénanie-Westphalie du 29 juillet 1929, réunit Elberfeld aux villes de Barmen, Cronenberg, Ronsdorf et Vohwinkel pour constituer « Barmen-Elberfeld ». La même année, le conseil municipal de la commune qui venait d’être fondée décide de proposer au ministère d'État prussien qu’on rebaptise la ville « Wuppertal ». La proposition est agréée en janvier 1930.

## Personnalités célèbres
- Ewald Balser (1898-1978) : acteur
- Arno Breker (1900-1991) : sculpteur
- Wilhelm Busch (1897-1966) : pasteur, résistant
- Karl Ebermaier (1862-1943) : gouverneur du Kamerun
- Hans le Malin : le cheval savant
- Karl von der Heydt (1858-1922) : banquier
- Titus Horten (1882-1936) : prêtre dominicain, martyr du nazisme
- Ernst von Ihne (1848-1917) : architecte
- Wilhelm Kirschey (1906-2006) : résistant au nazisme et diplomate de la RDA ;
- Hans Knappertsbusch (1888-1965) : chef d'orchestre
- Hans von Marées (1837-1887) : peintre
- Grete Stern (1904-1999) : photographe, graphiste
- Helene Stöcker (1869-1943) : féministe
- Jean-Théodore de Raadt (1855-1905) : sigillographe
- Herbert Runge (1913-1986) : boxeur allemand
- Matthias Kleinheisterkamp (1893-1945), officier de l'armée de terre et SS Obergruppenführer
- Hermann Schmidt (1892-1978),  géologue et paléontologue allemand (naissance)
- Horst Tappert (1923-2008), acteur, interprète de l'inspecteur Derrick
- Bernard Auguste Thiel (1850-1901), deuxième évêque du Costa Rica, y est né ;
- Günter Wand (1912-2002), chef d'orchestre symphonique